# Quintana Roo
Quintana Roo este unul din cele 31 de state federale ale Mexicului.